# Explosions (Three Days Grace)
Explosions è il settimo album in studio del gruppo musicale canadese Three Days Grace, pubblicato il 6 maggio 2022.

## Tracce
1. So Called Life – 3:26
2. I Am the Weapon – 2:55
3. Neurotic (feat. Lukas Rossi) – 3:18
4. Lifetime – 2:57
5. A Scar Is Born – 3:33
6. Souvenirs – 3:10
7. No Tomorrow – 2:52
8. Redemption – 3:10
9. Champion – 3:01
10. Chain of Abuse – 3:05
11. Someone to Talk To (feat. Apocalyptica) – 2:53
12. Explosions – 3:27

Durata totale: 37:47

## Formazione
Three Days Grace
- Matt Walst – voce, chitarra
- Barry Stock – chitarra
- Brad Walst – basso
- Neil Sanderson – batteria, cori, piano

Altri musicisti
- Lukas Rossi – voce in Neurotic
- Eicca Toppinen –  violoncello in Someone to Talk To
- Paavo Lötjönen – violoncello in Someone to Talk To
- Perttu Kivilaakso – violoncello in Someone to Talk To
- Mikko Sirén – batteria, percussioni in Someone to Talk To
- Lenny Castro – percussioni in So Called Life, I Am the Weapon, Champion, Chain of Abuse ed Explosions
- Matthew Kelly – steel guitar in Explosions
- Jet Sanderson – voce in Chain of Abuse